# Synarmadillo clausus
Synarmadillo clausus är en kräftdjursart som beskrevs av Dollfus 1892C. Synarmadillo clausus ingår i släktet Synarmadillo och familjen Armadillidae. Inga underarter finns listade i Catalogue of Life.